# Землянськ
Землянськ (рос. Землянск) — село у Семилуцькому районі Воронезької області Російської Федерації.
Населення становить 3043 особи (2010). Входить до складу муніципального утворення Землянське сільське поселення.

## Історія
Населений пункт розташований у історичному регіоні Чорнозем'я. Від 1925 року належить до Семилуцького району, спочатку в складі Центрально-Чорноземної області, а від 1934 року — Воронезької області.
Згідно із законом від 15 жовтня 2004 року входить до складу муніципального утворення Землянське сільське поселення.

## Населення
| 1959 | 2002  | 2010  |
| ---- | ----- | ----- |
| 1186 | ↗3155 | ↘3043 |

## Уродженці
- Бахметьєв Володимир Матвійович (1885—1963) — російський радянський письменник.